# Rambo: Last Blood
Rambo: Last Blood è un film del 2019 diretto da Adrian Grunberg.
La pellicola è il quinto ed ultimo capitolo della saga cinematografica su John Rambo, iniziata nel 1982 col film Rambo. Il titolo del film è un riferimento al titolo originale dell'adattamento cinematografico del romanzo Primo sangue.

## Trama
Undici anni dopo gli eventi in Birmania, il veterano della guerra del Vietnam John Rambo eredita l'allevamento di cavalli del suo defunto padre a Bowie, in Arizona, e lo gestisce con la sua vecchia amica Maria Beltran e la di lei nipote Gabrielle, a cui vuole bene come a una figlia. Quest'ultima rivela a Rambo che una sua amica, Gizelle, le ha rintracciato in Messico il padre biologico, Manuel; contro i pareri di Rambo e Maria, si reca segretamente in Messico per chiedere perché il padre anni addietro l'abbia abbandonata insieme a sua madre. Gizelle conduce Gabrielle nell'appartamento di Manuel, dove l'uomo le rivela che non gli è mai importato davvero di lei e di sua madre, spezzando il cuore alla figlia.
Gizelle porta Gabrielle in un club locale, dove viene drogata e rapita dai garanti di un cartello messicano. Quando nel frattempo, Maria informa Rambo della scomparsa di Gabrielle, Rambo si reca in Messico e interroga sia Miguel che Gizelle, la quale lo conduce al club dove Gabrielle è stata vista l'ultima volta e si ritrova di fronte El Flaco, l'uomo che ha parlato per ultimo con lei: questi gli rivela il luogo dove dovrebbe trovarsi Gabrielle, e Rambo è seguito segretamente dalla giornalista Carmen Delgado. Viene però immediatamente affrontato e picchiato dal cartello guidato dai fratelli Hugo e Victor Martinez: questi gli sottraggono la patente di guida, che rivela loro la posizione del ranch, e una foto di Gabrielle, che Victor riconosce, e lasciano Rambo a terra dopo aver promesso ulteriori abusi a Gabrielle a causa delle azioni di Rambo, in quanto la ragazza, continuamente costretta ad assumere eroina, viene venduta come schiava.
Carmen riporta Rambo a casa e se ne prende cura fino a quando non si riprende completamente; rivela quindi di aver indagato sui fratelli Martinez, che avevano rapito e ucciso sua sorella. In piene forze, Rambo fa irruzione in uno dei bordelli, uccidendo diversi uomini fino a quando non trova Gabrielle drogata, che morirà di overdose mentre la riporta al ranch. Infuriato, manda via Maria, prepara trappole nel ranch prevedendo un successivo scontro, e torna in Messico per chiedere l'aiuto di Carmen. Quest'ultima inizialmente rifiuta, credendo che non si risolverà nulla, ma poi accetta di farlo quando Rambo fa leva sulla sua rabbia e frustrazione.
Rambo fa irruzione nella casa dei Martinez e uccide numerose guardie del corpo e anche Victor, che decapita e conficca su di esso un coltello con affissa la foto di Gabrielle. Per evitare ulteriori problemi, Hugo guida un gruppo di sicari al ranch di Rambo, ma vengono tutti neutralizzati dalle trappole ivi lasciate; Rambo torna a casa dove ammira i risultati delle trappole e, tenendo Hugo per ultimo, lo sventra e gli strappa il cuore dal petto.
Alla fine, Rambo, si siede sotto il portico della casa di suo padre e guarda il sole tramontare. Durante i titoli di coda, si vedono i flashback delle sue avventure passate e infine Rambo che, finalmente libero, sul suo cavallo si allontana verso il tramonto.

## Produzione
Nel settembre 2014 la Millennium Films annuncia la pellicola, il cui titolo provvisorio era Rambo - Last Blood; in seguito la Notorious Pictures comunica di aver acquistato i diritti di distribuzione per l'Italia. Nel gennaio 2016 lo stesso Stallone annuncia di non aver più intenzione di rivestire i panni del reduce John Rambo, dichiarando: "Il cuore mi dice di sì, ma il corpo no. Mi vengono in mente i lottatori che ritornano per un ultimo round e vengono messi al tappeto. Non c'è più niente da raccontare; se non possiamo fare niente di meglio dell'ultimo, perché farlo?".
A dispetto di queste dichiarazioni, il quinto capitolo della saga viene ufficializzato nel maggio 2018.

### Riprese
Il budget del film è stato di 50 milioni di dollari. Le riprese, iniziate il 2 ottobre 2018 in Bulgaria e svoltesi anche a Tenerife, sono terminate il 4 dicembre 2018.

## Promozione
Il primo trailer in lingua originale del film viene diffuso il 30 maggio 2019 mentre quello italiano viene diffuso il 4 giugno.

## Distribuzione
Il film è stato distribuito nelle sale cinematografiche statunitensi a partire dal 20 settembre 2019, ed in quelle italiane, inizialmente previsto per il 14 novembre, dal 26 settembre dello stesso anno.

### Divieti
Negli Stati Uniti il film è stato vietato ai minori di 17 anni per la presenza di "forte violenza, immagini macabre, uso di droga e linguaggio non adatto", mentre in Italia viene vietato ai minori di 14 anni.

## Accoglienza

### Incassi
Nel primo weekend di programmazione nelle sale statunitensi il film si posiziona al terzo posto del botteghino incassando 19 milioni di dollari mentre nel secondo weekend si posiziona sesto incassando 8,5 milioni per un totale di 33 milioni di dollari; nel primo fine settimana italiano la pellicola incassa 727.000 euro posizionandosi al terzo posto del botteghino.
Rambo: Last Blood ha incassato 44,8 milioni di dollari nel Nord America e 46,6 nel resto del mondo, per un totale di 91,4 milioni di dollari.

### Critica
Sull'aggregatore Rotten Tomatoes il film riceve il 26% delle recensioni professionali positive con un voto medio di 4 su 10 basato su 174 critiche, mentre su Metacritic ottiene un punteggio di 26 su 100 basato su 31 critiche.
Il film è stato accusato di propaganda trumpiana e criticato per i pregiudizi razziali contro i messicani, dipinti come spacciatori di droga, criminali e stupratori.
Ai Razzie Awards 2019 il film ha vinto due Razzies per peggior prequel, remake, rip-off o sequel e peggior disprezzo per la vita umana e la proprietà pubblica; è stato anche candidato per il peggior film, peggior attore, peggior attrice non protagonista, peggior coppia e peggior regista.

## Riconoscimenti
- 2019 - National Film & TV Awards[24][25]
  - Miglior film d'azione
  - Miglior attrice non protagonista a Yvette Monreal
  - Candidatura per il miglior film
  - Candidatura per il miglior regista ad Adrian Grunberg
  - Candidatura per il miglior attore a Sylvester Stallone

## Casi mediatici
David Morrell, autore del romanzo Primo sangue da cui nasce la saga cinematografica, critica il film dicendo:
(David Morrell)
Alle varie critiche seguite all'uscita del film, Stallone risponde pubblicando un video sul suo profilo Instagram in cui dopo i pareri negativi di alcuni spettatori si legge che il film non è per tutti, frase seguita da clip di esplosioni, combattimenti e sparatorie tratte dalla pellicola stessa.

## Sequel
Al Festival di Cannes 2019, Stallone dichiarò che sarebbe stato pronto a tornare in un sequel, se questo capitolo avesse avuto successo.